# Bông lau đít đỏ
Bông lau đít đỏ (danh pháp hai phần: Pycnonotus cafer) là một thành viên của họ Chào mào (Pycnonotidae). Nó là loài chim sống cố định trong khu vực nhiệt đới miền nam châu Á, từ Ấn Độ và Sri Lanka kéo dài về phía đông tới Myanma và tây nam Trung Quốc. Nó được du nhập và hiện nay sống hoang dã trên nhiều đảo thuộc Thái Bình Dương, bao gồm cả Fiji, Samoa, Tonga, Hawaii. Nó cũng sinh sống tại Dubai (UAE) và New Zealand. Nó bị liệt kê vào danh sách những loài xâm hại nguy hiểm nhất.

## Phân loại

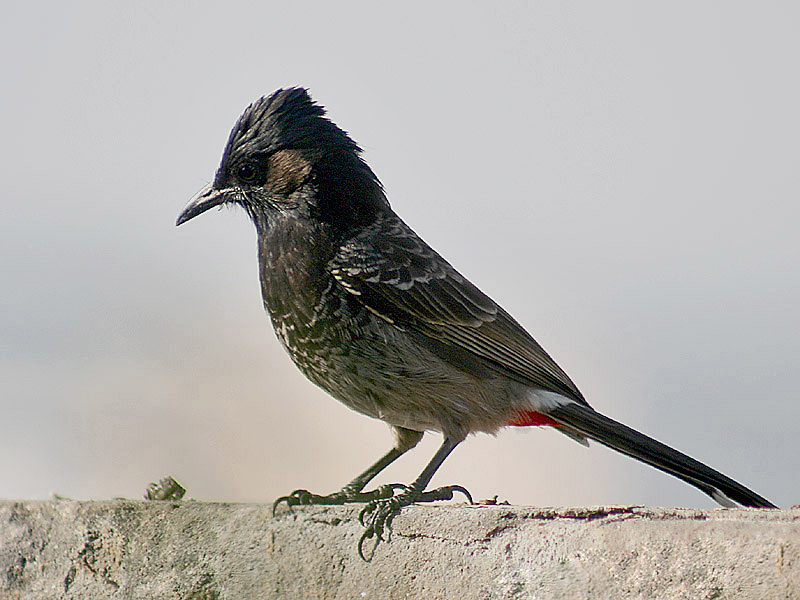
Phân loài bengalensis, chụp tại Kolkata, Ấn Độ.

Bông lau đít đỏ được Linnaeus mô tả lần đầu năm 1766. Một vài quần thể của loài phân bố rộng này được coi là các phân loài hay chủng.
Chủng định danh được tìm thấy ở miền nam Ấn Độ. Khu vực điển hình là Puducherry được Erwin Stresemann đề xuất.
Chủng ở phía tây gọi là intermedius và được tìm thấy tại Kashmir và Kohat kéo dài xuống tới khu vực dãy núi Salt và dọc theo Himalaya tới Kumaon.
Chủng bengalensis được tìm thấy tại khu vực Himalaya, từ Nepal về phía đông tới Assam. Ở phía nam của hai chủng này là chủng pallidus ở phía tây nam Ahmednagar và chủng saturatus dọc theo phía đông, kéo dài về phía nam tới Godavari.
Không có ranh giới khác biệt rõ nét giữa các chủng này và các công trình gần đây không công nhận các chủng pallidus và saturatus (Whistler & Kinnear, 1932) cho vùng đông bắc Ấn Độ) nhưng chấp nhận chủng humayuni từ Sindh và tây bắc Ấn Độ, chủng stanfordii (=stanfordi Deignan, 1949) ở đông bắc Ấn Độ và chủng haemorrhous (=haemorrhousus J. F. Gmelin, 1789) ở Sri Lanka.
Chủng melanchimus tìm thấy ở miền nam Myanma và bắc Thái Lan.
Chủng chrysorrhoides tìm thấy tại Trung Quốc. Hai tên gọi chủng trước đây nigropileus ở miền nam Myanma và burmanicus ở miền bắc nước này hiện được coi là lai ghép.

## Mô tả

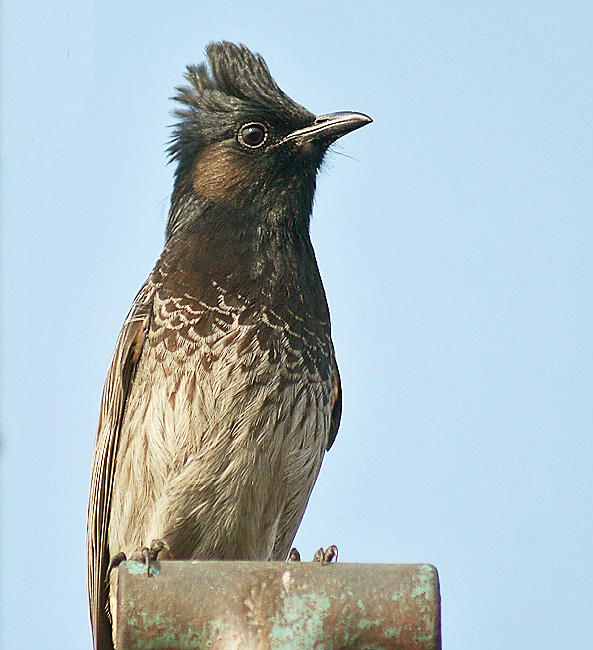
Phần lông bụng của chủng bengalensis

Bông lau đít đỏ dễ dàng nhận ra được nhờ một mào lông ngắn làm cho đầu nó trở thành hơi vuông. Lông trên thân màu nâu sẫm với kiểu sắp xếp dạng vảy trong khi đầu sẫm màu hơn hoặc có màu đen. Phần phao câu màu trắng trong khi huyệt (lỗ đít) màu đỏ. Đuôi đen có chỏm trắng. Các chủng Himalaya có mào rõ nét hơn và là dạng sọc nhiều hơn ở phần lông bụng. Chủng intermedius ở Tây Himalaya có mảng che màu đen trải dài xuống tới giữa ngực. Chủng bengalensis ở Trung và Đông Himalaya và bình nguyên sông Hằng có mảng che sẫm màu không có vảy với các sọc sẫm màu trên phần bụng dưới. Chủng stanfordi ở vùng đồi Nam Assam tương tự như intermedius. Chủng sa mạc humayuni có bộ lông nâu nhạt màu hơn. Chủng định danh cafer tìm thấy trên Ấn Độ bán đảo. Chủng đông bắc Ấn Độ wetmorei là trung gian giữa cafer, humayuni và bengalensis, dài khoảng 20 cm với đuôi dài. Chủng Sri Lanka haemorrhous (=haemorrhousus) có bộ lông sẫm màu với các rìa nhạt màu và hẹp. Chủng humayuni được biết là lai ghép với Pycnonotus leucogenys và các con lai này được đặt tên là chủng magrathi, với phao câu nhạt màu và huyệt màu vàng cam hay hồng. Tại Đông Myanma có sự lai ghép với Pycnonotus aurigaster.
Cả hai giới đều tương tự về bộ lông, nhưng chim non thì xỉn màu hơn so với chim trưởng thành.
Các cá thể có bộ lông đen hay trắng cũng được ghi nhận.

## Môi trường sống và phân bố
Loài chim này sống trong các bụi rậm khô ráo hay các khu rừng thưa, bình nguyên và vùng đất có gieo trồng. Trong khu vực sinh sống bản địa của chúng, ít khi thấy chúng trong các khu rừng rậm. Một nghiên cứu dựa trên 54 địa điểm khác nhau tại Ấn Độ kết luận rằng thảm thực vật là yếu tố quan trọng duy nhất xác định sự phân bố của loài này.
Nó được du nhập vào Hawaii, Fiji và New Zealand. Các cá thể được du nhập vào Samoa năm 1943 và trở thành phổ biến tại Upolu vào năm 1957. Bông lau đít đỏ được nhân công từ Ấn Độ du nhập vào Fiji khoảng năm 1903. Chúng thiết lập các quần thể tại các đảo của Tonga là Tongatapu và Niuafo'ou. Chúng được du nhập vào Melbourne khoảng năm 1917 nhưng không còn thấy kể từ năm 1942. Chúng có mặt tại Auckland trong thập niên 1950 nhưng đã bị tiêu diệt. Bông lau đít đỏ ưa các khu rừng đất thấp khô ráo tại các vùng được du nhập vào. Tại các khu vực này chúng bị coi là sinh vật gây hại do chúng tàn phá các loại cây ăn quả và một số cây trồng khác. Methiocarb và ziram từng được sử dụng để bảo vệ loài lan Dendrobium tại Hawaii không bị loài chim này phá hại. Tuy nhiên, chúng đã học được cách phòng tránh các hóa chất xua đuổi chúng. Chúng cũng phát tán hạt của các loài thực vật xâm hại như bông ổi (Lantana camara) và Miconia calvescens.

## Hành vi và sinh thái học

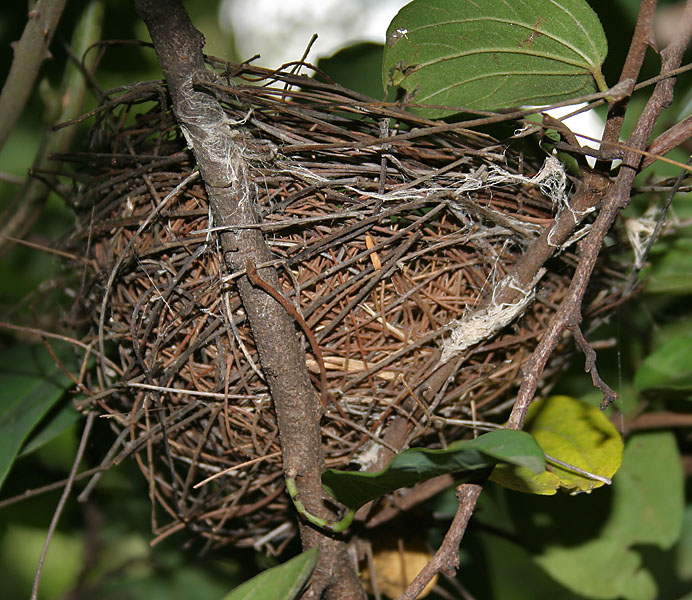
Tổ chim

Bông lau đít đỏ chủ yếu ăn quả, cánh hoa, mật hoa, côn trùng và đôi khi cả tắc kè. Chúng đôi khi cũng ăn lá cỏ linh lăng (Medicago sativa).
Nó làm tổ trong bụi rậm ở độ cao 2–3 m (7–10 ft); đẻ 2-3 trứng. Tổ đôi khi cũng được làm bên trong các mái nhà hay trong các lỗ hổng trong các bờ bùn đất. Người ta cũng ghi nhận trường hợp tổ làm trên một đám bèo lục bình và những người khác thì còn thấy chúng làm tổ bên trong xe bus cũ. Tổ trên các hốc cây cũng được ghi nhận.
Chúng sinh sản từ tháng 6 tới tháng 9. Các quả trứng có màu hơi hồng với các đốm đỏ, tập trung nhiều ở đầu to của quả trứng. Chúng có thể đẻ nhiều lứa mỗi năm. Tổ có hình chiếc chén nhỏ làm từ các que củi nhỏ nhưng đôi khi thấy có cả các sợi dây kim loại. Cả chim bố lẫn chim mẹ đều nuôi chim con và trong quá trình cho chim con ăn chúng chờ cho chim con bài tiết để nuốt các viên phân được sinh ra. Cu cu khoang cổ (Clamator jacobinus) là loài chim đẻ trứng ký sinh của loài chim này Cháy rừng, mưa to và động vật săn mồi là các nguyên nhân chính gây ra tỷ lệ tử vong cao của chim non trong các môi trường sống là bụi rậm tại miền nam Ấn Độ.

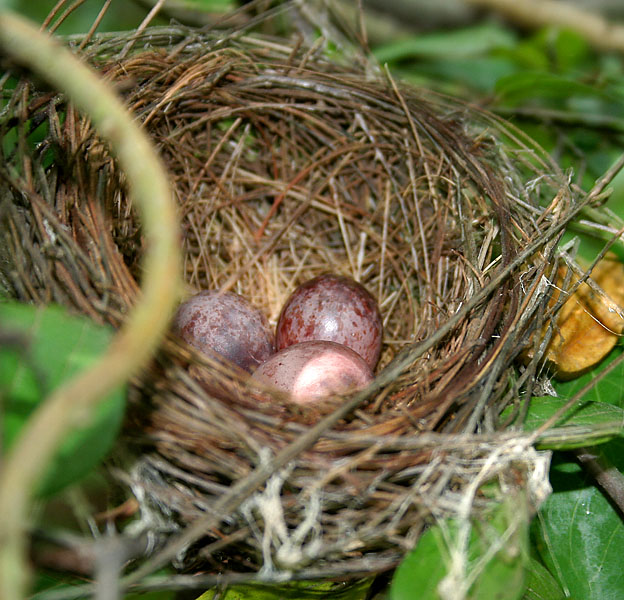
Trứng trong tổ

Tiếng kêu của chúng thường là theo khuôn mẫu và chúng kêu quanh năm. Tuy nhiên một loạt các kiểu tiếng kêu khác biệt đã được nhận dạng, bao gồm tiếng kêu khi đi ngủ, khẩn cầu, chào mừng, tiếng kêu khi bay và hai loại tiếng kêu cảnh báo.
Chúng là loài chim phát tán hạt quan trọng của một số loài thực vật như Carissa spinarum.
Bông lau đít đỏ thuộc số những động vật đầu tiên, ngoài con người, không có khả năng tổng hợp vitamin C. Tuy nhiên, sau này người ta phát hiện ra rằng một lượng lớn các loài chim cũng thiếu khả năng tổng hợp vitamin C.
Bông lau đít đỏ là vật chủ của Isospora (nhóm sinh vật đơn bào ký sinh Coccidia) trong khi một số loài chấy, rận sống trên chim như Menacanthus guldum (Ansari 1951 Proc. Natl. Inst. Sci. India 17:40) được mô tả như là các sinh vật ký sinh ngoài.
Cùng với chào mào (Pycnonotus jocosus), loài chim này đã dẫn tới các thay đổi trong động lực học quần thể hình thái bướm trên đảo Oahu tại Hawaii. Quần thể hình thái trắng của loài bướm Danaus plexippus trong vòng 20 năm đã tăng lên mạnh do các loài chào mào và bông lau này săn bắt các con bướm màu cam.

## Văn hóa
Trong thế kỷ XIX, bông lau đít đỏ được một số người dân Ấn Độ nuôi nhốt trong lồng làm chim cảnh, cũng như làm chim chọi, đặc biệt tại khu vực duyên hải Carnatic. Chúng bị buộc bằng sợi chỉ và khi đánh nhau, chúng có thể nhổ các sợi lông đỏ của đối phương.
Được biết đến nhiều trong văn hóa Ấn Độ, loài chim này có nhiều tên gọi địa phương, như Kala bulbul (=bông lau đen), Bulbuli, Guldum trong tiếng Hindi, Kala painju trong ngôn ngữ Himachal Pradesh; tiếng Assam: Bulbuli sorai; tiếng Cachar: Dao bulip; tiếng Dafla: Nili betom; tiếng Lepcha: Mancleph-pho; tiếng Naga: Inrui bulip; tiếng Bhutan: Paklom; tiếng Bhil: Peetrolyo; tiếng Gujarati: Hadiyo bulbul; tiếng Kutchi: Bhilbhil; tiếng Marathi: Lalbudya bulbul; tiếng Oriya: Bulubul; tiếng Tamil: Kondanchiradi, Konda-lati, Kondai kuruvi; tiếng Telugu: Pigli-pitta; tiếng Malayalam: Nattu bulbul; tiếng Kannada: Kempu dwarada pikalara; tiếng Sinhala: Konde kurulla.